# Ali Rakhmatov
Ali Rakhmatov – tadżycki zapaśnik walczący w stylu wolnym. Zajął czternaste miejsce na mistrzostwach świata w 1997. Brązowy medalista igrzysk centralnej Azji w 1995 roku.